# ایستگاه اویامادای
ایستگاه اویامادای انگلیسی: 尾山台駅, Oyamadai-eki، ایستگاهی در شرکت راه‌آهن توکیو خط توکیو اوئیماچی واقع در ستاگایا-کو، توکیو، توکیو، ژاپن است.